# 成都市神仙树快速公交
成都市神仙树快速公交，代码为K11，为一条由成都公交集团运营的成都快速公交系统支线线路，于2018年9月20日正式投入运营。线路连接了成都二环路快速公交与成都南部片区，自成都二环路高架金沙公交站引出，与二环路快速公交共线运营至红牌楼后转入未来剑南大道快速公交使用的神仙树高架公交专用道向南行驶，自南三环附近转换为在地面普通道路行驶。线路全长40公里，共设站点20个，其中9个为高架专用道独立站点，11个为地面常规公交站点。